# Trachypus dimorphus
Trachypus dimorphus là một loài rêu trong họ Trachypodaceae. Loài này được Dixon & P. de la Varde mô tả khoa học đầu tiên năm 1928.
Danh pháp khoa học của loài này chưa được làm sáng tỏ. 